# Бойтельсбах
Бойтельсбах (нім. Beutelsbach) — громада в Німеччині, знаходиться в землі Баварія. Підпорядковується адміністративному округу Нижня Баварія. Входить до складу району Пассау. Складова частина об'єднання громад Айденбах.
Площа — 20,39 км2. Населення становить 1190 ос. (станом на 31 грудня 2020).